# Pretty Lil' Heart
Pretty Lil' Heart è un brano musicale del cantante statunitense R&B Robin Thicke, pubblicata come secondo singolo estratto dall'album Love After War. Il brano figura la collaborazione del rapper Lil Wayne. Il singolo è stato reso disponibile per l'airplay radiofonico il 2 marzo 2012.

## Tracce
Download digitale
1. Pretty Lil Heart - 3:36